# Lukač
Pour les articles homonymes, voir Lukač (homonymie).
Lukač est un village et une municipalité située dans le comitat de Virovitica-Podravina, en Croatie. Au recensement de 2001, la municipalité comptait 4 276 habitants, dont 91,70 % de Croates et le village seul comptait 531 habitants.

## Localités
La municipalité de Lukač compte 12 localités :
| - Brezik - Budrovac Lukački - Dugo Selo Lukačko - Gornje Bazje - Kapela Dvor - Katinka | - Lukač - Rit - Terezino Polje - Turanovac - Veliko Polje - Zrinj Lukački |